# Thomas Jonathan Burrill

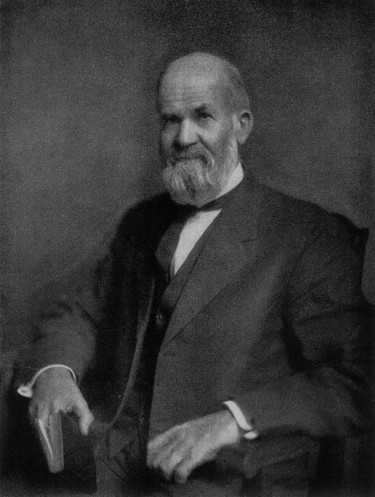
Thomas Jonathan Burrill

Thomas Jonathan Burrill (* 25. April 1839 in Pittsfield, Massachusetts; † 14. April 1916) war ein US-amerikanischer Botaniker. Sein botanisches Autorenkürzel lautet „Burrill“.

## Leben und Wirken
1868 wurde Burrill Professor an der University of Illinois. 1915 wurde er in die American Academy of Arts and Sciences gewählt.
Burrill entdeckte bakterielle Ursachen für Pflanzenkrankheiten; neben verschiedenen phytopathogenen Pilzen beschrieb er als erster den bakteriellen Erreger des Feuerbrandes, Erwinia amylovora (als Micrococcus amylovorus). Außerdem beschrieb er eine Art Micrococcus gallicidus (später Pasteurella gallicida), die heute allerdings als Synonym von Pasteurella multocida angesehen wird.

## Schriften
- A bacterial disease of corn. In: University of Illinois, Agricultural Experiment Station. Bulletin. Nummer 6, 1889, S. 165–175.
- Clay S. Griffith, Turner B. Sutton, Paul D. Peterson (Hrsg.): Fire blight. The foundation of phytobacteriology. Selected Papers of Thomas J. Burrill, Joseph C. Arthur and Merton B. Waite. Edited, with introductory and concluding essays. APS Press, St. Paul MN 2003, ISBN 0-89054-309-7.